# Ance
Pour les articles homonymes, voir Ance.
Pour l’article ayant un titre homophone, voir Anse.
Ne doit pas être confondu avec Anse (Rhône).
Ance (en béarnais Ansa) est une ancienne commune française, située dans le département des Pyrénées-Atlantiques en région Nouvelle-Aquitaine. Le 1er janvier 2017, elle est avec Féas l'une des deux communes déléguées de la commune nouvelle Ance Féas.

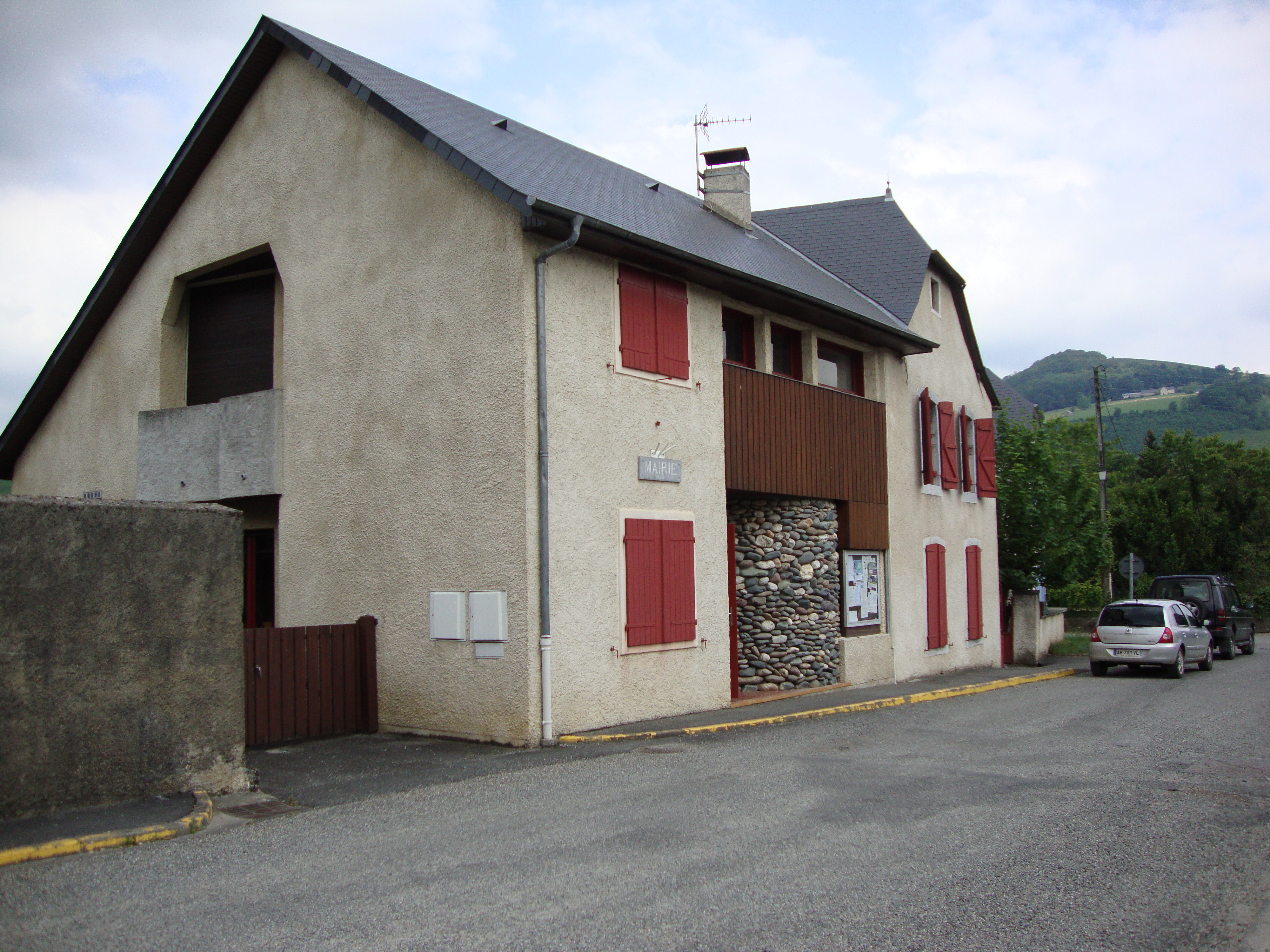
La mairie.

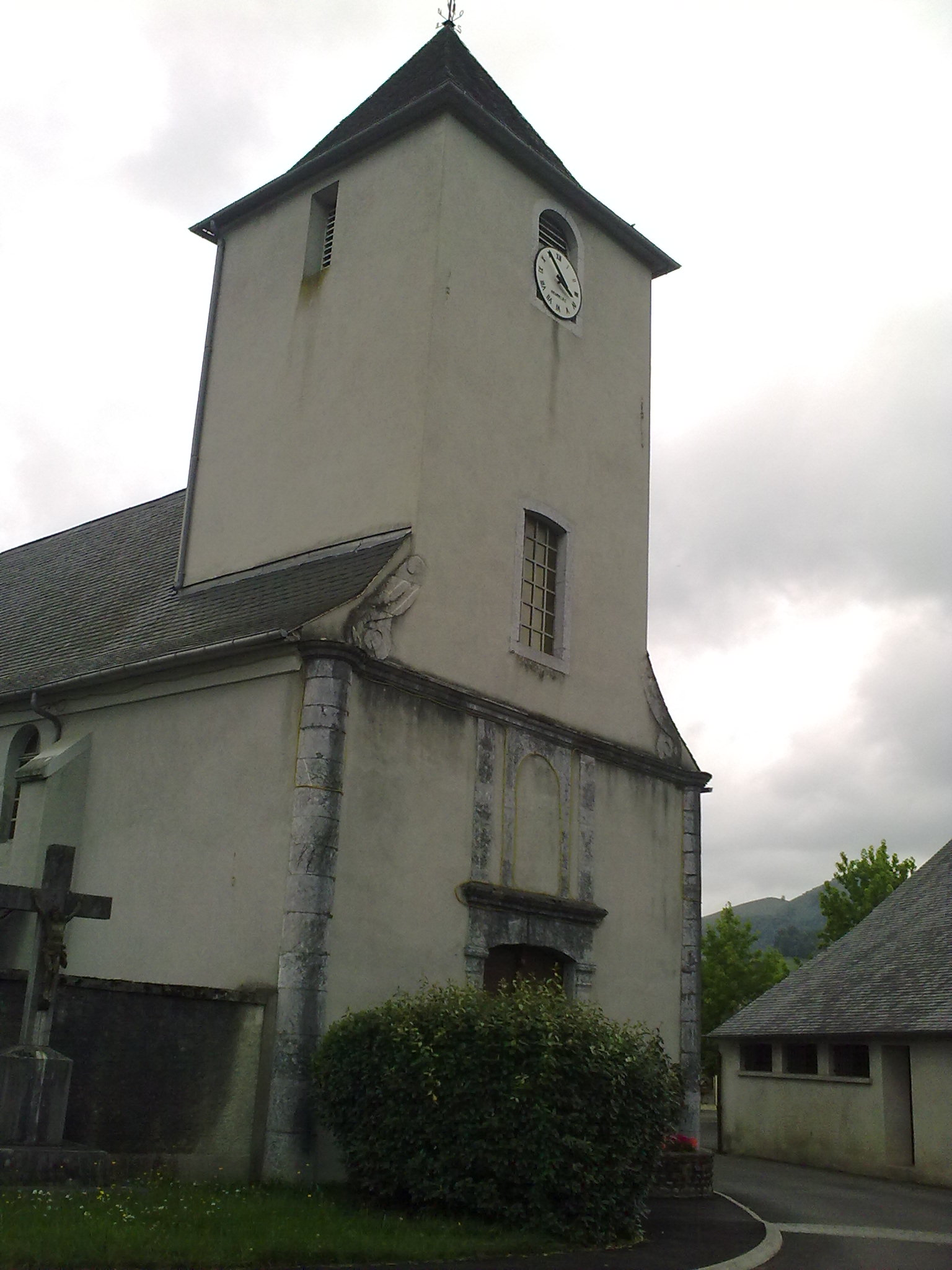
L'église paroissiale Saint-Étienne.

Le gentilé est Ançais.

## Géographie

### Situation
Ance est une commune béarnaise de la vallée de Barétous. 
Elle se situe à 40 kilomètres de Pau et à 94 de Bayonne.

### Communes limitrophes
| Esquiule | Féas (Ance Féas) | Oloron-Sainte-Marie |
|          | Ance             | Agnos               |
| Aramits  |                  | Asasp-Arros         |

### Accès
Ance est desservie par la RD 919 menant d'Aramits à Oloron-Sainte-Marie. Elle est reliée par la ligne 848 du réseau interurbain des Pyrénées-Atlantiques qui part de La Pierre Saint-Martin et à Oloron-Sainte-Marie pour terminus.

### Hydrographie
Située dans le bassin versant de l’Adour, la commune est traversée par deux affluents du gave d'Oloron, la Mielle et le Vert, ainsi que par les tributaires de ce dernier, l'Aurone (et son affluent le Treilt), le Bélandre, le Labo et la Lousère.

### Lieux-dits et hameaux
- Ambille[3]
- Anglade[2]
- Antoine[2]
- Quartier Aryens
- Bayaut[2]
- Source de Bélandre[2]
- Casebonne[2]
- Casanave[2]
- Castets[2]
- Chicorp[2]
- Claverie[2]
- Doumecq[2]
- Duque[2]
- Echarticq[2]
- Estacaille[2]
- Estrabou[2]
- Gélousé[2]
- Hourcate[2]
- Janet[2]
- Jantou[2]
- Laborde[2]
- Lapeyre[2]
- Lassalle[2]
- Minbille[2]
- Ninet[2]
- Patie[2]
- Pedrou[2]
- Peillou[2]
- Rachou[2]
- Ribage[2]
- Lassalle[3]
- Soussens[2]

## Toponymie
Le toponyme Ance apparaît sous les formes 
Anssa (XIIIe siècle, for de Barétous), 
Ansse (1385, censier de Béarn), 
Anse (1477 et 1487, titres de la vallée d'Aspe), 
Ansa (1538, réformation de Béarn), 
Saint-Estienne-d'Ance (1674, insinuations du diocèse d'Oloron) et 
Ance sur la carte de Cassini (fin XVIIIe siècle). 

Le toponyme est d'origine basque, soit de Antso (= hauteur) ou du patronyme Anso.

Son nom béarnais est Ansa. Brigitte Jobbé-Duval indique que les Ançais étaient traditionnellement surnommés « les Têtards ».
Ambille, ancienne ferme de la commune, est mentionnée sous la forme Ambiele en 1385 dans le censier de Béarn.
La Salle était un fief de la commune, vassal de la vicomté de Béarn, mentionné en 1538 dans la réformation de Béarn.

## Histoire
En 1385, Ance comptait 23 feux et dépendait du bailliage d'Oloron.

## Politique et administration
| Période   | Période   | Identité          | Étiquette     | Qualité |
| --------- | --------- | ----------------- | ------------- | ------- |
|           | juin 1995 | ?                 |               |         |
| juin 1995 | mars 2008 | Étienne Ripahette | Divers droite |         |
| mars 2008 | mai 2013  | Gisèle Accoce     |               |         |
| juin 2013 | En cours  |                   |               |         |

### Intercommunalité
Ance fait partie de cinq structures intercommunales :
- la communauté de communes de la vallée de Barétous ;
- le SIVU chargé du tourisme en Haute-Soule et Barétous ;
- le syndicat d’énergie des Pyrénées-Atlantiques ;
- le syndicat de regroupement pédagogique des écoles d'Ance et de Féas ;
- le syndicat mixte des gaves d'Oloron-Aspe-Ossau et de leurs affluents.

La commune accueille le siège du syndicat de regroupement pédagogique des écoles d'Ance et de Féas.

## Démographie
L'évolution du nombre d'habitants est connue à travers les recensements de la population effectués dans la commune depuis 1793. À partir du 1er janvier 2009, les populations légales des communes sont publiées annuellement dans le cadre d'un recensement qui repose désormais sur une collecte d'information annuelle, concernant successivement tous les territoires communaux au cours d'une période de cinq ans. 
Pour les communes de moins de 10 000 habitants, une enquête de recensement portant sur toute la population est réalisée tous les cinq ans, les populations légales des années intermédiaires étant quant à elles estimées par interpolation ou extrapolation. Pour la commune, le premier recensement exhaustif entrant dans le cadre du nouveau dispositif a été réalisé en 2008,.
En 2014, la commune comptait 230 habitants, en évolution de −4,96 % par rapport à 2009 (Pyrénées-Atlantiques : +2,6 %, France hors Mayotte : +2,49 %).
| 1793 | 1800 | 1806 | 1821 | 1831 | 1836 | 1841 | 1846 | 1851 |
| ---- | ---- | ---- | ---- | ---- | ---- | ---- | ---- | ---- |
| 384  | 380  | 401  | 442  | 440  | 458  | 459  | 461  | 434  |

| 1856 | 1861 | 1866 | 1872 | 1876 | 1881 | 1886 | 1891 | 1896 |
| ---- | ---- | ---- | ---- | ---- | ---- | ---- | ---- | ---- |
| 441  | 416  | 421  | 366  | 347  | 320  | 327  | 330  | 320  |

| 1901 | 1906 | 1911 | 1921 | 1926 | 1931 | 1936 | 1946 | 1954 |
| ---- | ---- | ---- | ---- | ---- | ---- | ---- | ---- | ---- |
| 305  | 297  | 299  | 286  | 273  | 251  | 239  | 233  | 202  |

| 1962 | 1968 | 1975 | 1982 | 1990 | 1999 | 2008 | 2013 | 2014 |
| ---- | ---- | ---- | ---- | ---- | ---- | ---- | ---- | ---- |
| 186  | 186  | 166  | 183  | 226  | 215  | 244  | 230  | 230  |

Ance fait partie de l'aire urbaine d'Oloron-Sainte-Marie.

## Économie
L'économie de la commune est essentiellement orientée vers l'agriculture et l'élevage. La fabrication de fromages fermiers (AOC ossau-iraty) était également une des ressources de la commune, mais la fromagerie a fermé, et s'est reportée sur la commune
d'Aramits. Néanmoins, la commune fait partie de la zone d'appellation de l'ossau-iraty.

## Culture locale et patrimoine

### Patrimoine religieux
L’église paroissiale Saint-Étienne date des XVIIIe et XIXe siècles. Elle est inscrite à l’Inventaire général du patrimoine culturel depuis le 6 février 2003.

### Patrimoine environnemental
La Soum de Cassiet culmine à 421 mètres, celle d'Aulis à 577 mètres et celle d'Ombret à 562 mètres. La Mer de Her se dresse au sud de la commune à 548 mètres.

Le gouffre de la Listre est situé au sud-est de la commune.

## Personnalités liées à la commune
- Robert Paparemborde (1948-2001), né à Ance.